# أيدا (لغة برمجة)
أيدا (بالإنجليزية: Ada)‏ هي لغة برمجة متعددة الاستخدام، صممها فريق برئاسة جان إشبيا، تبعا لطلب قامت به وزارة الدفاع الأمريكية. وكانت ثمرة تصميمه الذي بدأ في الثمانينات متمثلة في Ada 83.
ثم حُسنت في أواسط التسعينات، لتكون Ada 95، وهي أول لغة برمجة موجهة للشيء والتي تم تعميمها عالمياً. وتحت إشراف المنظمة العالمية للمعايير (ISO)، تم مراجعة اللغة في تعديل المعيار سنة 2005.
و قد اختير اسم Ada تكريمًا لـآدا لوفلايس، والذي يعتقد أنها أول من كتب برنامجًا في التاريخ. وقد ارتبطت Ada باللون الأخضر ذلك أن الفريق الذي فاز بالمناقصة لدى وزارة الدفاع الأمريكية كان لونه الأخضر.
هذه بعض مميزات أيدا :
- نوع البيانات
- الموديولات
- لغة واضحة وغير معقدة (مستوحاة من باسكال)
- البرمجة العامة (Generic Programming)

و هي لغة مستعملة كثيرا في النظم الآنية التي تحتاج قدرًا كبيرًا من السلاسة.
حاليا، (2002)، يمكن إيجاد مجمعات Ada ذات جودة عالية لكل نظم التشغيل، ونذكر منها مجمعا حرّا هو GNAT.
تُستعمل أيدا كثيرًا في دروس البرمجة المتقدمة. كالجامعات ومن إحداهم الجامعة الأوروبية بمدريد

## أمثلة
برنامج أهلا بالعالم التقليدي:
```
with
 
TEXT_IO
;

procedure
 
HELLO
 
is

begin

    
TEXT_IO
.
PUT_LINE
 
(
"Hello, world!"
);

end
 
HELLO
;

```

## التاريخ
- 1977 – وزارة الدفاع الأمريكية تدعو لمناقصة فاز بها فريق يقوده فرنسي.
- 1983 – Ada83 الاعتراف بـ على الصعيد الأمريكي عن طريق الـANSI(ANSI/MIL-STD-1815A-1983).
- 1987 – يعترف بـ Ada83 عالميا ISO 8652:1987.
- 1990 – نظرا لكثرة التعديلات والتحسينات من طرف مختلف المبرمجين، أطلق الـ Ada Joint Program Office مشروعاً لمراجعة اللغة.
- 1992 – قضى الاتفاق بين (Ada9X Program Office) وجامعة نيويورك ببرمجة مجمع للغة الجديدة، يكون برنامجاً حراً متوفراً في كل مكان. وهذا المجمع، GNAT، يعتمد على تكنولوجيا جي.سي.سي من جنو.
- 1994 – يتم إنشاء شركة Ada Core Technologies (المعروفة اليوم بـ AdaCore) عن طريق أعضاء مشروع GNAT للتأكد من سلامة المجمع وترويجه.
- 1995 – إنتهت المراجعة المنتظرة، وأخيراً يظهر Ada95. Ada95 هو أول لغة برمجة موجهة للشيء.
- 2000 – الـAda Conformity Assessment Authority (ACAA) تنشر مجموعة إصلاحات صغيرة إكتُشفت خلال الخمس سنين الماضية : الـ Technical Corrigendum 1.
- 2004 – في هذه الأيام، يستعمل Ada95، من قبل مطلقيه طبعاً، ولكن كذلك في كل الميادين التكنولوجية : السيارات الفرنسية، النقل السريع(قطار فائق السرعة في فرنسا)، التكنولوجيات الجوية (Thales Avionics) التكنولوجيات الفضائية (تاليس إلينيا سبيس، المركز الوطني للدراسات الفضائية، أريان سبيس).

## وصلات خارجية
- الموقع الرسمي